# Liste der Mitglieder des FIBA-Management-Teams
Diese Liste ist eine Aufstellung der Mitglieder des FIBA-Management-Teams.
| Funktion                            | Name                | Bereiche                        | Beleg |
| ----------------------------------- | ------------------- | ------------------------------- | ----- |
| Generalsekretär                     | Andreas Zagklis     | Leitung                         | [ 1 ] |
| Leitender Geschäftsführer (COO)     | Patrick Mariller    | operatives Geschäft             | [ 1 ] |
| Exekutivdirektor Afrika             | Alphonse Bile       | Leitung Regionalbüro Afrika     | [ 1 ] |
| Exekutivdirektor Amerika            | Carlos Alves        | Leitung Regionalbüro Amerika    | [ 1 ] |
| Exekutivdirektor Asien              | Hagop Khajirian     | Leitung Regionalbüro Asien      | [ 1 ] |
| Exekutivdirektor Europa             | Kamil Novák         | Leitung Regionalbüro Europa     | [ 1 ] |
| Exekutivdirektor Oceanien           | Amanda Jenkins      | Leitung Regionalbüro Ozeanien   | [ 1 ] |
| Seniordirektor                      | Markus Studer       |                                 | [ 1 ] |
| Exekutivdirektor                    | David Crocker       | Weltmeisterschaft 2023          | [ 1 ] |
| Direktor Sport & Wettbewerbe        | Predrag Bogosavljev | Sport & Wettbewerbe             | [ 1 ] |
| Direktor Nationale Verbände & Sport | Zoran Radovic       | Nationale Verbände & Sport      | [ 1 ] |
| Kommunikationsdirektor              | Patrick Koller      | Kommunikation                   | [ 1 ] |
| Direktor 3x3                        | Alex Sanchez        | 3x3                             | [ 1 ] |
| Generaldirektor FMMS                | Frank Leenders      | FIBA Media & Marketing Services | [ 1 ] |

Stand: 5. April 2024